# Michał Wiercioch
Michał Wiercioch (13 de agosto de 1993) es un deportista polaco que compite en piragüismo en la modalidad de eslalon.
Ganó tres medallas de plata en el Campeonato Europeo de Piragüismo en Eslalon entre los años 2016 y 2022.

## Palmarés internacional
| Campeonato Europeo | Campeonato Europeo             | Campeonato Europeo | Campeonato Europeo |
| Año                | Lugar                          | Medalla            | Competición        |
| ------------------ | ------------------------------ | ------------------ | ------------------ |
| 2016               | Liptovský Mikuláš (Eslovaquia) | Medalla de plata   | C2 por equipos     |
| 2017               | Tacen (Eslovenia)              | Medalla de plata   | C2 por equipos     |
| 2022               | Liptovský Mikuláš (Eslovaquia) | Medalla de plata   | C1 por equipos     |